# Herzogtum Liegnitz

Herzogliches Wappen Brieg und Liegnitz

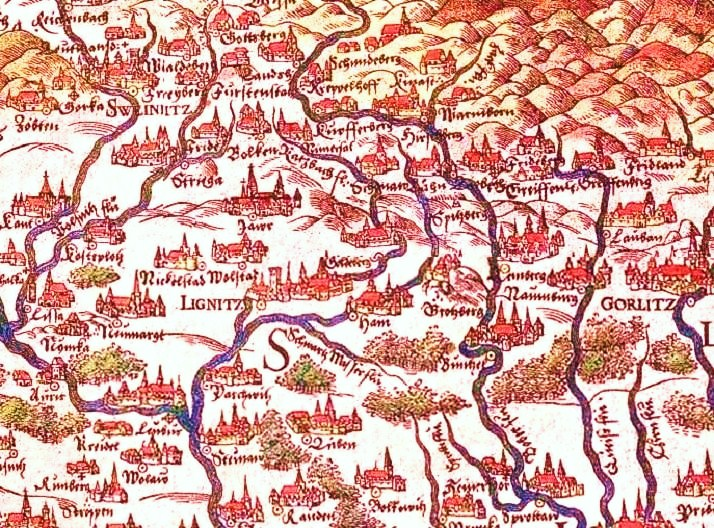
Helwig-Landkarte von 1561 (gesüdet)

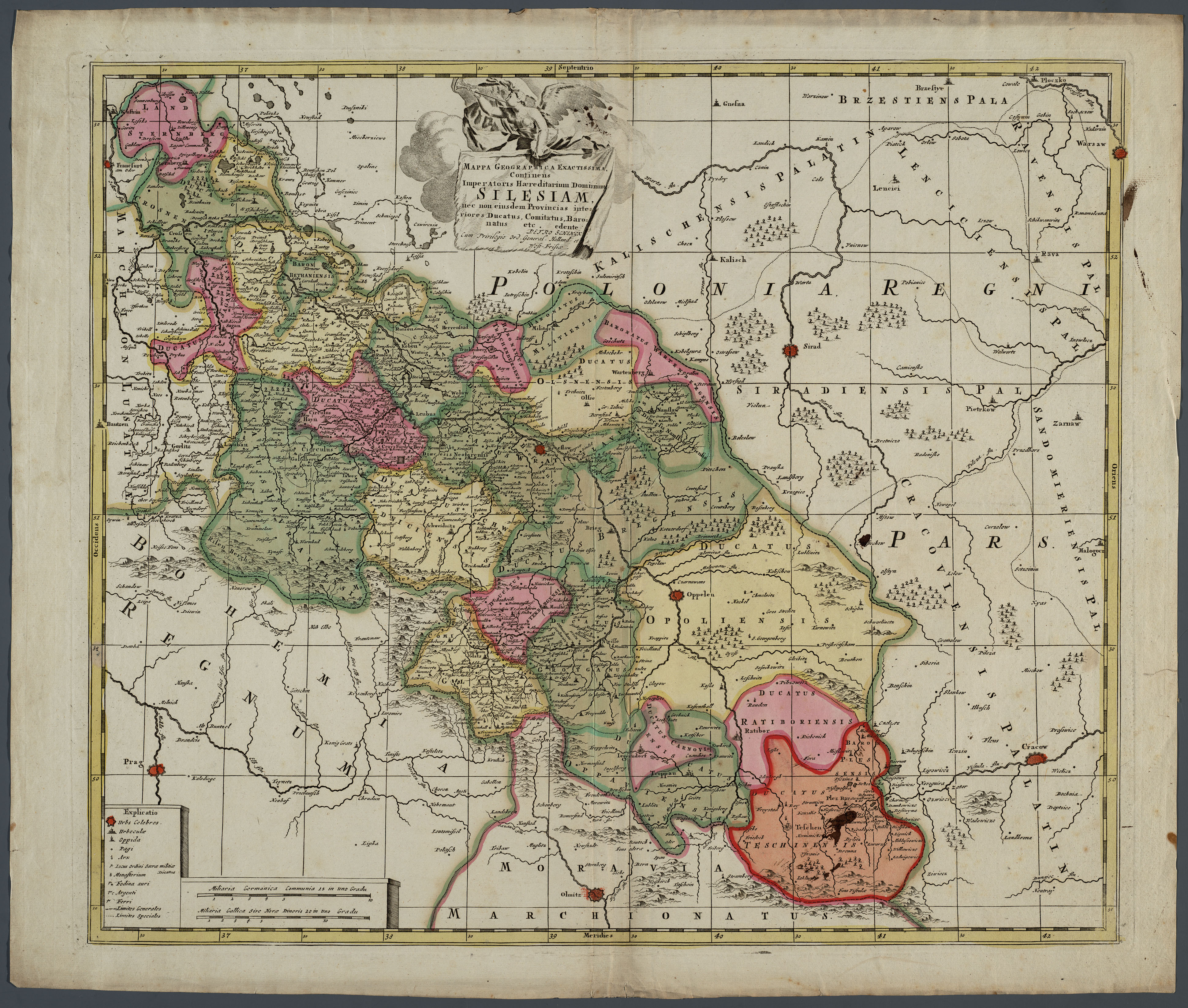
Herzogtum Liegnitz (Ducatus Lignitz), Schlesienkarte von Petrus Schenk, 1710

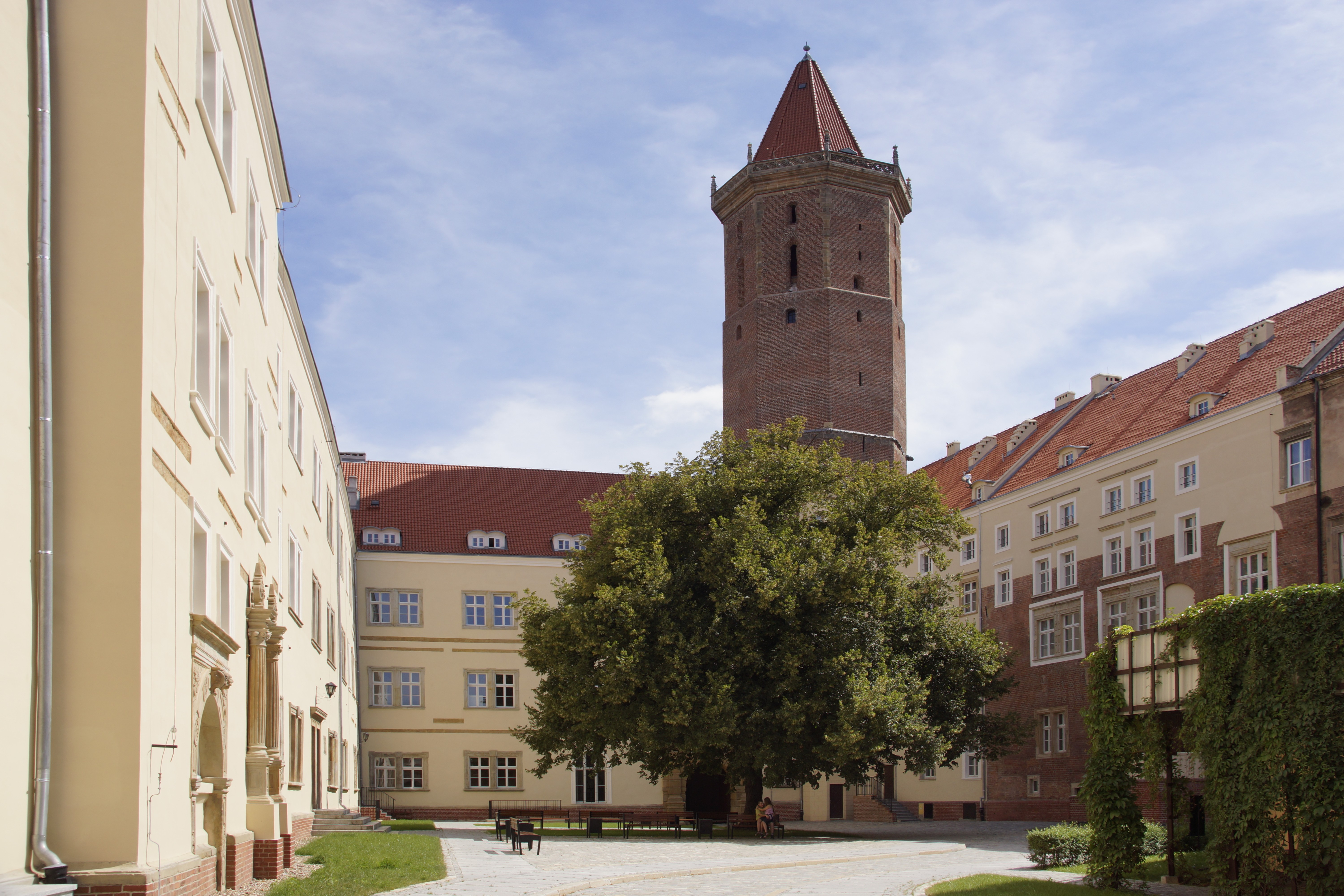
Schloss Liegnitz in Liegnitz

Das Herzogtum Liegnitz entstand 1248 durch Teilung des Herzogtums Schlesien in die zahlreichen Herzogtümer in Schlesien, die seit 1335 durch Unterstellung unter die Krone Böhmen in den Grenzen des Heiligen Römischen Reichs lagen. 1675 zog es der König von Böhmen als erledigtes Lehen ein. Nachfolgend bestand es als Erbfürstentum Liegnitz, das 1742 an Preußen fiel und 1813 aufgelöst wurde. Residenzort war die Stadt Liegnitz.

## Herzogtum Liegnitz
Das Herzogtum Liegnitz entstand nach dem Tode des Piasten Heinrich II. durch Teilung des Herzogtums Schlesien. Zwischen 1290 und 1311 war es mit dem Herzogtum Breslau vereinigt. Danach war es wieder selbständig, unterstellte sich aber 1329 der Lehnshoheit Böhmens. Mit dem Tod des Herzogs Wenzel II. 1419, der bis 1417 auch Bischof von Breslau war, erlosch die direkte Linie der Liegnitzer Piasten, und das Herzogtum Liegnitz wurde mit dem Herzogtum Brieg verbunden, das nun als Herzogtum Liegnitz-Brieg bezeichnet wurde. Nach dem Tod des Brieger Herzogs Ludwig II., der 1419 von Wenzel II. auch das Herzogtum Liegnitz erbte, forderte der böhmische Landesherr, König Sigismund 1436 den Heimfall des Herzogtums Liegnitz. Ursächlich hierfür war ein 1420 von Ludwig II. abgeschlossener Erbvertrag und Eventualhuldigungen mit den Söhnen seines Stiefbruders Heinrich IX., für den die Zustimmung des Königs nicht eingeholt worden war. Daraus entwickelte sich der Liegnitzer Lehnstreit, der erst 1469 mit einer neuerlichen Lehensvergabe an Herzog Friedrich I. endgültig beigelegt wurde. Unter seinem gleichnamigen Sohn Friedrich II. fiel Brieg 1520 wieder an Liegnitz und 1523 kam durch Kauf das Fürstentum Wohlau hinzu (Herzogtum Liegnitz-Brieg-Wohlau).
Mit dem Übergang Böhmens 1526 an die Habsburger wurden diese in ihrer Eigenschaft als Könige von Böhmen auch Landesherren von Schlesien.
In der Liegnitzer Erbverbrüderung von 1537 schlossen Friedrich II. von Liegnitz-Brieg-Wohlau und Kurfürst Joachim II. von Brandenburg einen Erbvertrag, den der böhmische Landesherr König Ferdinand I. jedoch für nichtig erklärte, um den wachsenden Einfluss der Hohenzollern in Schlesien zu behindern.
Obwohl aufgrund der Bestimmungen des Westfälischen Friedens von 1648 im Herzogtum Liegnitz-Brieg-Wohlau Religionsfreiheit zuerkannt wurde und eine Rekatholisierung nicht durchgeführt werden musste, kam es zu religiösen Bedrückungen.
Mit dem Tod des fünfzehnjährigen Herzogs Georg Wilhelm erlosch 1675 die Linie der Liegnitzer Piasten. Das Herzogtum Liegnitz mit seinen Teilherzogtümern zog Kaiser Leopold als erledigte Lehen für die Krone Böhmen ein. Nachfolgend wurden sie als Erbfürstentümer von einem vom Kaiser eingesetzten Landeshauptmann verwaltet, der als Statthalter amtierte und auf dem Schloss in Liegnitz residierte. In den bis dahin evangelischen Fürstentümern erfolgten durch die kaiserliche Regierung gegenreformatorische Maßnahmen.

## Übergang an Preußen
Friedrich Wilhelm von Brandenburg erhob ab 1681 aufgrund der Erbverbrüderung von 1537 mehrfach Ansprüche auf die Fürstentümer, was der böhmische Landesherr Leopold I. allerdings ablehnte. Als Friedrich Wilhelm jedoch infolge der Aufhebung des Edikts von Nantes 1685 durch Ludwig XIV. auf den habsburgischen Kaiser als Bündnispartner angewiesen war, verzichtete er in einem Bündnisvertrag mit dem Kaiser 1686 auf seine Ansprüche. Als Gegenleistung für diesen Verzicht übertrug der Kaiser dem Kurfürsten den Kreis Schwiebus. Der Kaiser holte sich vom Nachfolger des Kurfürsten, Markgraf Friedrich III. von Brandenburg, eine Versicherung. Der Markgraf versprach dem Kaiser, dass er nach Regierungsantritt den Kreis Schwiebus zurückgäbe.
1740 erneuerte Friedrich II. von Brandenburg-Preußen die Ansprüche auf die Fürstentümer, um so die damals umstrittene Österreichische Erbfolge für die Abtretung Schlesiens durch die Habsburger zu nutzen. Deshalb begann er den Ersten Schlesischen Krieg. 1742 wurde der größte Teil Schlesiens an Preußen abgetreten, doch folgten noch der Zweite Schlesische Krieg und der Siebenjährige Krieg, der mit dem Hubertusburger Frieden 1763 beendet wurde.
Am 29. Dezember 1757 wurden die Stadt Liegnitz und das Herzogtum Liegnitz an Preußen übergeben. Dort bestand es als Titularherzogtum bis 1813 und wurde dann in den – größeren – Regierungsbezirk Liegnitz der neuen Provinz Schlesien eingegliedert.